# Emilia Goggi
Emilia Goggi (Prato, 10 ottobre 1817 – 29 agosto 1857) è stata un mezzosoprano italiana, conosciuta anche come Emilia Goggi-Marcovaldi, che cantò nei maggiori teatri italiani e spagnoli. Nel 1853 fu la prima Azucena nel Trovatore di Giuseppe Verdi.

## Biografia
Il cognome esteso si deve alle unioni occorse nel XVIII secolo tra le due più importanti famiglie nobili pratesi, i Goggi e i Marcovaldi. La Goggi mostrò un precoce talento musicale e all'età di sei anni entrò al Conservatorio di Santa Caterina dove studiò canto con Giuseppe Orlandi. La prima apparizione pubblica fu all'età di diciotto anni, quando cantò Casta Diva dalla Norma di Bellini in un concerto tenutosi al conservatorio. Continuò gli studi a Firenze con Antonio Giuliani e cominciò a recitare in ruoli secondari da soprano.
Nel 1841 debuttò alla Fenice di Venezia, nel ruolo di Adalgisa della Norma con grande successo e da allora ottenne ruoli importanti nei teatri del Norditalia. Il debutto operistico fu preceduto da un concerto fiorentino, nella Sala dell'Accademia Filarmonica, dove la Goggi cantò con Giuseppe Ippoliti, suscitando uno scalpore tale da far scrivere al recensore: "Ma ecco a un tratto l'attenzione farsi universale. Una leggiadra ed illustre donzella compariva fra gli artisti della Società Filarmonica, atteggiata a quella espressione schietta e soave che dà la fiducia dei propri talenti […] Tale era la sig. Emilia Goggi […] ed al suo apparire tutta la sala si tacque, e un presentimento di secreta compiacenza si dipinse sopra ogni volto. [---] La sua voce è soprano, mezzo-soprano e contralto insieme; è un vero fenomeno di una organizzazione privilegiata. Forte, robusta, dolce, commovente, espansiva, drammatica, ispirata a un tempo. Dopo quella della Malibran – osiamo affermarlo – è la più bella voce che ci sia occorso di sentire. […] La signora Goggi ebbe in cotesta mattina un trionfo completo. (Rivista Musicale, 1 luglio 1840) Cantò poi a Barcellona nel 1845 come Abigaille in Nabucco e nel 1846 come Elvira in Ernani. L'estensione del registro vocale e il timbro scuro della voce la fecero cambiare in favore del repertorio da mezzosoprano, e nel 1853 ispirò il ruolo di Azucena nella prima mondiale del Trovatore di Verdi al Teatro Apollo di Roma; nello stesso anno interpretò lo stesso ruolo a Firenze, poi a Torino e Napoli nel 1854 e a Pisa nel 1856.
Oltre a quello di Azucena, Goggi ispirò anche i ruoli di Diomira in Giulio d'Este di Fabio Campana (Teatro degli Avvalorati, Livorno, 28 agosto 1841) e di Erminia in Ernesto, duca di Sicilia di Josep Piqué i Cerveró (Teatro Principal, Barcellona, 4 novembre 1844). Morì improvvisamente all'età di 39 anni mentre preparava una tournée in Inghilterra e fu sepolta nella tomba di famiglia nel chiostro della Chiesa di Sant'Agostino a Prato. Non era sposata.